# María Magdalena (Filippino Lippi)
María Magdalena es una pintura de Filippino Lippi al óleo sobre tabla de 133 x 38 cm, de hacia el año 1500 y conservada en la Galería de la Academia de Florencia.

## Historia
La obra, que formaba parte de un tríptico junto con la Crucifixión entre María y San Francisco, destruida, y el San Juan Bautista también en la Academia de Florencia, es quizás recordada por Vasari en la destruida iglesia de San Ruffillo (antiguamente en la plaza dell'Olio), pero hay dudas sobre su nota, que quizás estaba equivocada. De hecho Vincenzo Borghini describió con más precisión el retablo dentro de la iglesia de San Procolo, sobre el altar Valori, con un fresco arriba con San Francisco recibiendo los estigmas. 
En el siglo XVIII el retablo fue desmembrado y el compartimento central, después de varios pasajes, acabó destruido en un incendio en Berlín durante la Segunda Guerra Mundial.
Los compartimentos laterales, atribuidos a Andrea del Castagno, fueron reasignados a Filippino por Cavalcaselle, como confirmó la crítica posterior. En cuanto a la datación, Scharf planteó la hipótesis de 1497-1498, mientras la mayor parte de la crítica actual se extiende a 1500 aproximadamente, es decir cerca de los últimos frescos de la Capilla de Filippo Strozzi, terminados en 1502. Una tabla con el Encuentro de Joaquín y Ana en la Galería Nacional de Dinamarca de Copenhague, datada en 1497, tiene claras afinidades estilísticas con esta obra.

## Descripción y estilo
María Magdalena aparece en un nicho simulado, vuelta hacia la izquierda, demacrada y flaca, envuelta con los restos de una túnica andrajosa, cubriéndose con la larguísima melena dejada crecer descuidada, los pies descalzos, la postura encorvada y patética, trasluciendo el dolor físico y espiritual de la penitencia en el desierto. La impresión es particularmente conmovedora y tendente a crear en el fiel un sentimiento de compasión y de meditación sobre el tema del sacrificio y la expiación del pecado. Cruza los brazos sobre el pecho con la mano derecha sosteniendo su atributo tradicional, el tarro de oro con ungüento perfumado.
Semejante representación fue seguramente requerida por el comitente, en referencia a la austera religiosidad promovida por Girolamo Savonarola durante sus sermones: el estilo es sencillo y esbelto, como en las pinturas de principios del siglo XV. A diferencia de otros artistas Filippino no manifestó particulares influencias derivadas de las predicaciones y los acontecimientos del fraile ferrarés, adaptando con desenvoltura, según el cliente, el propio estilo, ya en tono austero, ya en suntuoso.
Típicas en este sentido son las representaciones de la Magdalena penitente, que en esos años en Florencia parecen seguir dos caminos diferentes: uno caracterizado por la sencillez y austeridad, intensamente expresivo (estatua de madera de Donatello, panel de Filippino) y otro más sereno y refinado (estatua de madera de Desiderio da Settignano, panel de Antonio Pollaiuolo).